# Förnuft och känsla (film)
Förnuft och känsla (engelska: Sense and Sensibility) är en brittisk-amerikansk kostymdramafilm från 1995 i regi av Ang Lee. Manuset, skrevs av Emma Thompson, baserat på Jane Austens roman med samma namn från 1811. I huvudrollerna ses Emma Thompson, Alan Rickman, Kate Winslet och Hugh Grant.
1999 placerade British Film Institute filmen på 62:a plats på sin lista över de 100 bästa brittiska filmerna genom tiderna.

## Handling
Sedan deras far dött och deras halvbror och hans fru tagit över godset, måste systrarna Dashwood och deras mor flytta till ett mindre hus på landet. En vänlig granne och hans svärmor tar sig an dem, men tyvärr är de både nyfikna och taktlösa och lägger sig i precis allt Dashwoods gör. 
Elinor är den äldre och förnuftiga systern och Marianne känslosam och impulsiv. Båda systrarna blir förälskade men får visa stort tålamod innan allt faller på plats för dem till slut. 
Marianne blir djupt förälskad i en man vid namn John Willoughby, som burit hem henne efter att hon ramlat och stukat foten under ett regnoväder. Därefter hälsar han på henne varje dag. Detta gör överste Brandon, som också hyser varma känslor för Marianne, svartsjuk och osäker. Willoughby är den som vunnit Mariannes hjärta med sin romantiska och energiska uppvaktning.  
En dag bli Marianne tillfrågad av Willoughby att möta honom, hon tror att han efter all uppvaktning ska fria till henne, men allt vänds istället upp och ner.  
Elinor blir förtjust i Edward Ferrars, bror till deras halvbrors fru, Fanny Ferrars. Hon tror att de har en framtid och Edward verkar också hysa känslor för henne. Båda två är dock blyga och återhållsamma och Elinor trycker ner sina känslor.
En dag när de två systrarna är på en middag med fru Jennings väninnor möter de Lucy Steele. Lucy har hört så mycket gott om Elinor att hon litade på att hon kunde behålla hennes stora hemlighet, den att hon och Edward Ferrars har varit hemligt förlovade i fem år. Elinors hjärta går i kras, men håller allt inom sig. Lucy berättade detta i förtroende, och Elinor gav sitt ord att inte berätta för någon. Så hon bär tappert allt ensam och försöker klara sig ändå.  
Överste Brandon erbjuder Edward att ordna hans utbildning till präst, vilket varit hans livsdröm, men något hans mor motsatt sig samt även att han kan stå värd för Edwards giftermål. Familjen Ferrars godtager nämligen inte att Edward gifter sig med en kvinna av lägre rang. Edward vill inte bryta förlovningen, även om han slits mellan sitt gamla löfte och Elinor. Men när Edward inte får något arv av sina föräldrar, gifter sig Lucy Steele istället med hans bror, Robert Ferrars, som är mer framgångsrik. 
Edward kommer och hälsar på Elinor som inte hört nyheten om Lucys giftermål med hans bror, så Edward berättar om hur hans fästmö övergav honom. Nu brister det för Elinor, hon låter tårarna falla och familjen går ut i trädgården för att låta dem vara ifred. Därefter säger Edward att han älskar henne, men trott att hon bara känt vänskap för honom, att det bara var han som känt varmare känslor. 

## Rollista i urval
- Emma Thompson – Elinor Dashwood
- Kate Winslet – Marianne Dashwood
- Gemma Jones – fru Dashwood
- Hugh Grant – Edward Ferrars
- James Fleet – John Dashwood
- Harriet Walter – Fanny Dashwood
- Alan Rickman – överste Christopher Brandon
- Greg Wise – John Willoughby
- Imogen Stubbs – Lucy Steele
- Elizabeth Spriggs – fru Jennings
- Robert Hardy – Sir John Middleton
- Hugh Laurie – herr Palmer

## Utmärkelser och nomineringar
Filmen vann Guldbjörnen i Berlin 1996. Emma Thompson vann en Oscar för bästa manus efter förlaga.